# Barbara Keifenheim
Barbara Keifenheim (geb. 1946 in Koblenz) ist eine deutsche Ethnologin, Dokumentarfilmerin und Hochschullehrerin.

## Leben und Werdegang
Barbara Keifenheim studierte zunächst Romanistik und Geschichte in Bonn und Freiburg (Staatsexamen 1972), anschließend Psychologie und Ethnologie in Paris. Ab 1977 führte sie zusammen mit Patrick Deshayes und mit Unterstützung durch das CNRS eigene Forschungs- und Dokumentarfilmprojekte im peruanischen Amazonasgebiet durch. 1982 promovierte sie bei Robert Jaulin an der Université Paris 7 mit einer Arbeit über Alteritätskonzepte der Kashinawa. Von 1993 bis 1997 war sie Mitarbeiterin des von der DFG geförderten Forschungsprojekts „Visuelle Anthropologie: Kulturvergleichende Studien zur Konstruktion von Fremd- und Eigenbildern“ an der FU Berlin, wo sie 1999 habilitierte und anschließend als Privatdozentin tätig war. In den Jahren 1999 und 2000 nahm sie eine Lehrtätigkeit am East Asia Institute for Visual Anthropology der Yunnan University in Kunming / China wahr, einem von der Volkswagenstiftung geförderten Kooperationsprojekt mit dem Göttinger IWF Wissen und Medien. Von 2002 bis 2011 war sie Professorin für Vergleichende Sozial- und Kulturanthropologie mit dem Schwerpunkt Film an der Europa-Universität Viadrina in Frankfurt a. d. Oder. Ihre Schriften trugen maßgeblich zur Konsolidierung einer empirischen, aus ethnografischen Fallstudien sich speisenden Anthropologie der Sinne bei. Sie trat dezidiert für eine Emanzipation visueller Diskursformen innerhalb der Wissenschaftspraxis ein und initiierte im Rahmen ihrer Lehre zahlreiche studentische Filmprojekte, insbesondere über das deutsch-polnische Grenzgebiet. Barbara Keifenheim hat eine Tochter und lebt in Berlin.

## Schriften und Filmografie

### Bücher
- Penser l'autre chez les Indiens Huni Kuin de l'Amazonie. Paris: L’Harmattan 1994 (mit Patrick Deshayes). Übersetzt ins Spanische: Pensar el otro: Entre los Huni Kuin de la Amazonia peruana, Travaux de l’Institut francais d’études, Band 135, Lluvia Editores S.R.L., 2003
- Wege der Sinne. Wahrnehmung und Kunst bei den Kashinawa-Indianern Amazoniens. Frankfurt a. M. / New York: Campus Verlag 2000.
- Im Entschwinden so nah: Abschied von meiner Mutter. Ein Alzheimer-Tagebuch. Freiburg: Herder Verlag 2015.

### Aufsätze (Auswahl)
- 1987 Wenn Bilder auf die Reise gehen. In: Rolf Husmann (Hg.), Mit der Kamera in fremden Kulturen. Aspekte des Films in Ethnologie und Volkskunde. Emsdetten: Andreas Gehling Verlag.
- 1990 Nawa – Un concept clef de l’alterité chez les Pano. In: Journal de la Société des Américanistes, Band 76, S. 79–94.
- 1992 Identité et altérité chez les Indiens Pano. In: Journal de la Société des Américanistes, Band 78, S. 79–93.
- 1995 Auf der Suche nach dem ethnologischen Film. In: Edmund Ballhaus u. Beate Engelbrecht (Hg.), Der ethnographische Film: eine Einführung in Methoden und Praxis. Berlin: Reimer Verlag, S. 47–60.
- 1996 Wir, die Weißen und die Wilden: Fremd- und Eigenbilder der Kashinawa im Wandel. In: Historische Anthropologie Band 4/3, S. 383–98.
- 1997 Future beaux-frères ou esclaves? Les Kashinawa découvrent des indiens non contactés. In: Journal de la Société des Américanistes, Band 83, S. 141–58.
- 1999 Concepts of perception, visual practice, and pattern art among the Cashinahua Indians (Peruvian Amazon area). In: Visual Anthropology Band 12/1, S. 27–48.
- 2002 Suicide à la kashinawa. Le désir de l’au-delà ou la séduction olfactive et auditive par les esprits des morts, In: Journal de la Société des Américanistes, Band 88, S. 91–110.
- 2003 Der Einsatz von Film und Video. In: Bettina Beer (Hg.), Methoden ethnologischer Feldforschung, Berlin: Reimer S. 277–292.
- 2006 Körperinszenierung und Aneignung von sozialem Raum: Das Beispiel deutscher Obdachloser in Paris. In Sociologus, Band 56/2, S. 173–192.
- 2011 Kritische Anmerkungen zum vorherrschenden Themenspektrum ethnographischer Filme. Institut für Ethnologie und Afrikastudien, Universität Mainz Arbeitspapiere / Working Papers Nr. 125, S. 1–13 https://www.ifeas.uni-mainz.de/files/2019/07/AP125.pdf

### Dokumentarfilme
- Seit Kape dem Krokodil. Geschichte auf Indianisch. 1979 (16 mm – 58 min.) Mit Patrick Deshayes.
- Naua Huni. Indianerblick auf die andere Welt. 1984 (16 mm – 64 min.) Mit Patrick Deshayes.
- Oh Mosella. 1998 (16 mm – 53 min.)
- Und du bildest dir ein, frei zu sein. 1992 (16 mm – 45 min.)
- Touching Eyes. 2001 (Video – 26 min.)
- Der volkseigene Bürgermeister. 2007 (Video – 96 min.)